# Orli Prostějov
Orli Prostějov (nyní BK Olomoucko) byl český basketbalový klub z Prostějova, který hrával nejvyšší českou basketbalovou soutěž Kooperativa NBL od sezóny 2004/05 do sezóny 2016/17. Založen byl v roce 1940 pod názvem Sokol Prostějov. V roce 2017 se klub dostal do velkých finančních problémů, které se výrazně podepsaly na konečném umístění. Navíc již počátkem srpna 2016 byly z těchto důvodů všechny mládežnické oddíly vyčleněny do nově vytvořené organizace BCM Orli Prostějov. V baráži se Orli zachránili pouze těsným rozdílem nad prvoligovým Hradcem Králové. Ovšem i tak byl klub kvůli dluhům vůči hráčům a trenérům vyloučen z nejvyšší soutěže. Nástupcem klubu ve městě se stal nově založený tým BK Olomoucko.
Své domácí zápasy odehrával v hale Sportcentrum – DDM s kapacitou 2 000 diváků.
V Prostějově, ale nejsou jediným basketbalový týmem. Je zde i dívčí basketbalový tým SKK2 Prostějov. Dívky u14 se letošní rok(2022) dostaly na MČR a skončily na 8. Místě.

## Partneři mládeže
- Statutární město Prostějov
- Olomoucký kraj
- Česká sportovní a.s.
- TK Plus s.r.o.
- ČBF (Česká basketbalová federace)
- MŠMT (Ministerstvo školství, mládeže a tělovýchovy)
- Nadace ČEZ
- CHRYSO Chemie, s.r.o.
- BRENS EUROPE a.s.
- Lion Sport s.r.o.

## Historické názvy
Zdroj: 
- 1940 – Sokol Prostějov
- 1943 – TJ Haná Prostějov (Tělovýchovná jednota Haná Prostějov)
- 1956 – TJ OP Prostějov (Tělovýchovná jednota Oděvní průmysl Prostějov)
- 1992 – BK Prostějov (Basketbalový klub Prostějov)
- 2014 – Ariete Prostějov
- 2016 – Orli Prostějov
- 2017 – BK Olomoucko

## Získané trofeje
- Český pohár v basketbalu ( 1× )
  - 2014/15

## Úspěchy klubu – Medaile z Mistrovství ČR

### 1998
- bronzová medaile – starší žáci, trenér Jiří Marvan

### 2000
- bronzová medaile – mladší žáci, trenér Pavel Švécar

### 2005
- bronzová medaile – Mattoni NBL muži, trenér Predrag Benaček
- bronzová medaile – starší dorostenci, trenér Petr Reich

### 2006
- bronzová medaile – Mattoni NBL muži, trenér Michal Pekárek

### 2007
- stříbrná medaile – Mattoni NBL muži, trenér Miroslav Marko

### 2008
- stříbrná medaile – junioři U18, trenér Peter Bálint
- stříbrná medaile – nejmladší minižačky, trenér Pavel Švécar
- bronzová medaile – Mattoni NBL muži, trenér Peter Bálint

### 2009
- zlatá medaile – nejmladší minižačky, trenéři Pavel Švécar a Pavel Buriánek
- bronzová medaile – Mattoni NBL muži, trenér Peter Bálint
- bronzová medaile – mladší minižačky, trenér Pavel Švécar

### 2010
- zlatá medaile – starší minižačky, trenér Pavel Švécar
- zlatá medaile – mladší minižačky, trenéři Pavel Švécar a Pavel Buriánek
- stříbrná medaile – Mattoni NBL, trenér Peter Bálint
- bronzová medaile – žáci U14, trenér Lukáš Nápravník, asistent Vlastimil Homolka
- bronzová medaile – nejmladší minižačky, trenéři Pavel Buriánek a Váša Mazalová

### 2011
- zlatá medaile – starší minižačky, trenér Pavel Buriánek a Pavel Švécar
- stříbrná medaile – Mattoni NBL, trenér Peter Bálint

### 2012
- zlatá medaile – starší minižačky U13, trenér Váša Mazalová a Pavel Buriánek
- stříbrná medaile – Mattoni NBL, trenér Zbyněk Choleva
- bronzová medaile – mladší žačky U14, trenér Pavel Buriánek a Zdeněk Hrabal
- bronzová medaile – mladší minižačky U12, trenér Váša Mazalová a Karel Schneider

## Soupiska 2016/2017
- Adam Choleva
- Martin Nábělek
- Adam Goga
- František Váňa
- Marek Sehnal
- Rayshawn Laron Simmons
- Petr Dokoupil
- Martin Novák
- Michal Norwa
- Marek Souček
- Brian Edward Fitzpatrick
- Torrence Jerrell Dyck Jr
- Viktor Vašát
- Ethan Thomas Jacobs

## Umístění v jednotlivých sezonách
Stručný přehled
Zdroj: 
- 2002–2003: 2. liga – sk. C (3. ligová úroveň v České republice)
- 2003–2004: 1. liga (2. ligová úroveň v České republice)
- 2004–2017: Národní basketbalová liga (1. ligová úroveň v České republice)

Jednotlivé ročníky
Zdroj: 
Legenda: ZČ – základní část, červené podbarvení – sestup, zelené podbarvení – postup, fialové podbarvení – reorganizace, změna skupiny či soutěže
| Česko (2002 – 2017) |                           |           |           |                                       |                            |
| Sezóny              | Soutěž                    | Úroveň    | ZČ        | Play-off, nadstavba, sk. o udržení... | Poznámky                   |
| 2002/03             | 2. liga – sk. C           | 3. úroveň | ?. místo  |                                       | Koupě licence od Kroměříže |
| 2003/04             | 1. liga                   | 2. úroveň | 1. místo  | Finále                                | Postup                     |
| 2004/05             | Národní basketbalová liga | 1. úroveň | 2. místo  | Zápas o 3. místo (výhra)              |                            |
| 2005/06             | Národní basketbalová liga | 1. úroveň | 2. místo  | Zápas o 3. místo (výhra)              |                            |
| 2006/07             | Národní basketbalová liga | 1. úroveň | 3. místo  | Finále                                |                            |
| 2007/08             | Národní basketbalová liga | 1. úroveň | 3. místo  | Semifinále                            |                            |
| 2008/09             | Národní basketbalová liga | 1. úroveň | 4. místo  | Semifinále                            |                            |
| 2009/10             | Národní basketbalová liga | 1. úroveň | 3. místo  | Finále                                |                            |
| 2010/11             | Národní basketbalová liga | 1. úroveň | 2. místo  | Finále                                |                            |
| 2011/12             | Národní basketbalová liga | 1. úroveň | 2. místo  | Finále                                |                            |
| 2012/13             | Národní basketbalová liga | 1. úroveň | 2. místo  | Finále                                |                            |
| 2013/14             | Národní basketbalová liga | 1. úroveň | 2. místo  | Finále                                |                            |
| 2014/15             | Národní basketbalová liga | 1. úroveň | 3. místo  | Zápas o 3. místo (výhra)              |                            |
| 2015/16             | Národní basketbalová liga | 1. úroveň | 3. místo  | Zápas o 3. místo (prohra)             |                            |
| 2016/17             | Národní basketbalová liga | 1. úroveň | 12. místo | Baráž o udržení (1. místo)            |                            |

## Účast v mezinárodních pohárech
Zdroj: 
| Výkonnostní úrovně |
| mezikontinentální úroveň – Interkontinentální pohár                                                                                                  |
| 1. výkonnostní úroveň – Pohár mistrů evropských zemí, FIBA SuproLeague, Euroliga                                                                     |
| 2. výkonnostní úroveň – Pohár vítězů pohárů, Saportův pohár, ULEB Eurocup                                                                            |
| 3. výkonnostní úroveň – Koračův pohár, FIBA EuroCup Challenge (2002–2003), FIBA EuroChallenge, FIBA Europe Cup (2015–2016), Basketbalová liga mistrů |
| 4. výkonnostní úroveň – FIBA EuroCup Challenge (od r. 2003), FIBA Europe Cup (od r. 2016)                                                            |

Legenda: EL – Euroliga, PMEZ – Pohár mistrů evropských zemí, IP – Interkontinentální pohár, FSL – FIBA SuproLeague, UEC – ULEB Eurocup, BLM – Basketbalová liga mistrů, FEC – FIBA Europe Cup, PVP – Pohár vítězů pohárů, SP – Saportův pohár, KP – Koračův pohár, FECH – FIBA EuroChallenge, FECCH – FIBA EuroCup Challenge
- FECCH 2005/06 – Základní skupina B (3. místo)
- FECCH 2006/07 – Čtvrtfinále
- FECH 2007/08 – 2. předkolo
- FECH 2008/09 – 1. předkolo
- FECH 2010/11 – Osmifinálová skupina L (3. místo)
- UEC 2011/12 – Předkolo
- FECH 2011/12 – Základní skupina C (3. místo)